# آندره گم
 آندره گم (انگلیسی: André Ghem؛ زادهٔ ۲۹ مهٔ ۱۹۸۲) یک تنیس‌باز اهل برزیل است.